# Вид с моста (фильм)
«Вид с моста» (фр. Vu du pont, итал. Uno sguardo dal ponte) — франко-итальянская чёрно-белая драма режиссёра Сидни Люмета по одноимённой пьесе Артура Миллера (1955). Премьера фильма состоялась 19 января 1962 года во Франции.

## Сюжет
Эдди Карбоун, портовый грузчик из Бруклина, несчастлив в браке с Беатрис и уже продолжительное время влюблён в свою племянницу Кэтрин, которую они с женой воспитывали с малых лет. Когда в их доме поселяются два брата-рыбака, нелегальные иммигранты Марко и Родольфо, Кэтрин влюбляется в последнего. Мучающийся ревностью и не допускающий даже мысли об инцесте Эдди сдаёт братьев властям.

## В ролях
- Раф Валлоне — Эдди Карбоне
- Жан Сорель — Родольфо
- Морин Стэплтон — Беатрис Карбоне
- Кэрол Лоуренс — Кэтрин
- Раймон Пеллегрен — Марко
- Моррис Карновски — синьор Альфьери
- Харви Лембек — Майк
- Микки Нокс — Луи
- Винсент Гардения — Липари
- Фрэнк Кампанелла — портовый грузчик (Тони)
- Майк Дэна — бандит (нет в титрах)

## Съёмочная группа
- Режиссёр-постановщик: Сидни Люмет
- Сценарист: Норман Ростен
- Продюсер: Пол Грэц
- Композитор: Морис Леруа
- Оператор-постановщик: Мишель Кельбер
- Монтажёр: Франсуаза Жавэ
- Художник-постановщик: Жак Солньер

## Награды
- 1962 — Премия «Давид ди Донателло» за лучшую мужскую роль — Раф Валлоне[1]

## Интересные факты[2]
- Пьеса «Вид с моста» Артура Миллера, послужившая основой для сценария фильма, впервые была поставлена 29 сентября 1955 года в театре Coronet Theatre и показывалась 148 раз.
- Несколько персонажей кинокартины режиссёра Джузеппе Торнаторе «Баария» (2009) смотрят фильм «Вид с моста»[3].